# Baffinland Iron Mine

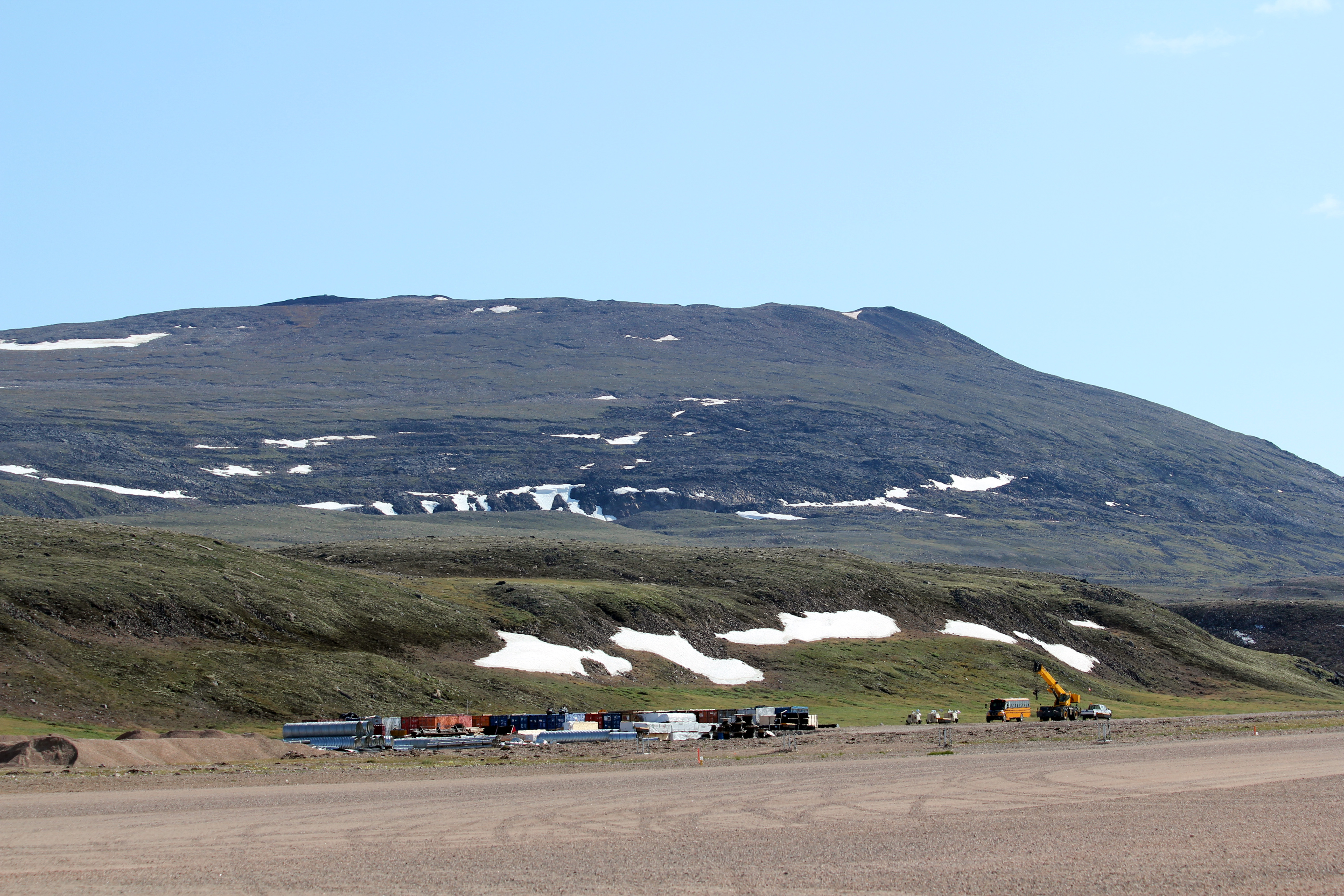
Mary Riverområdet

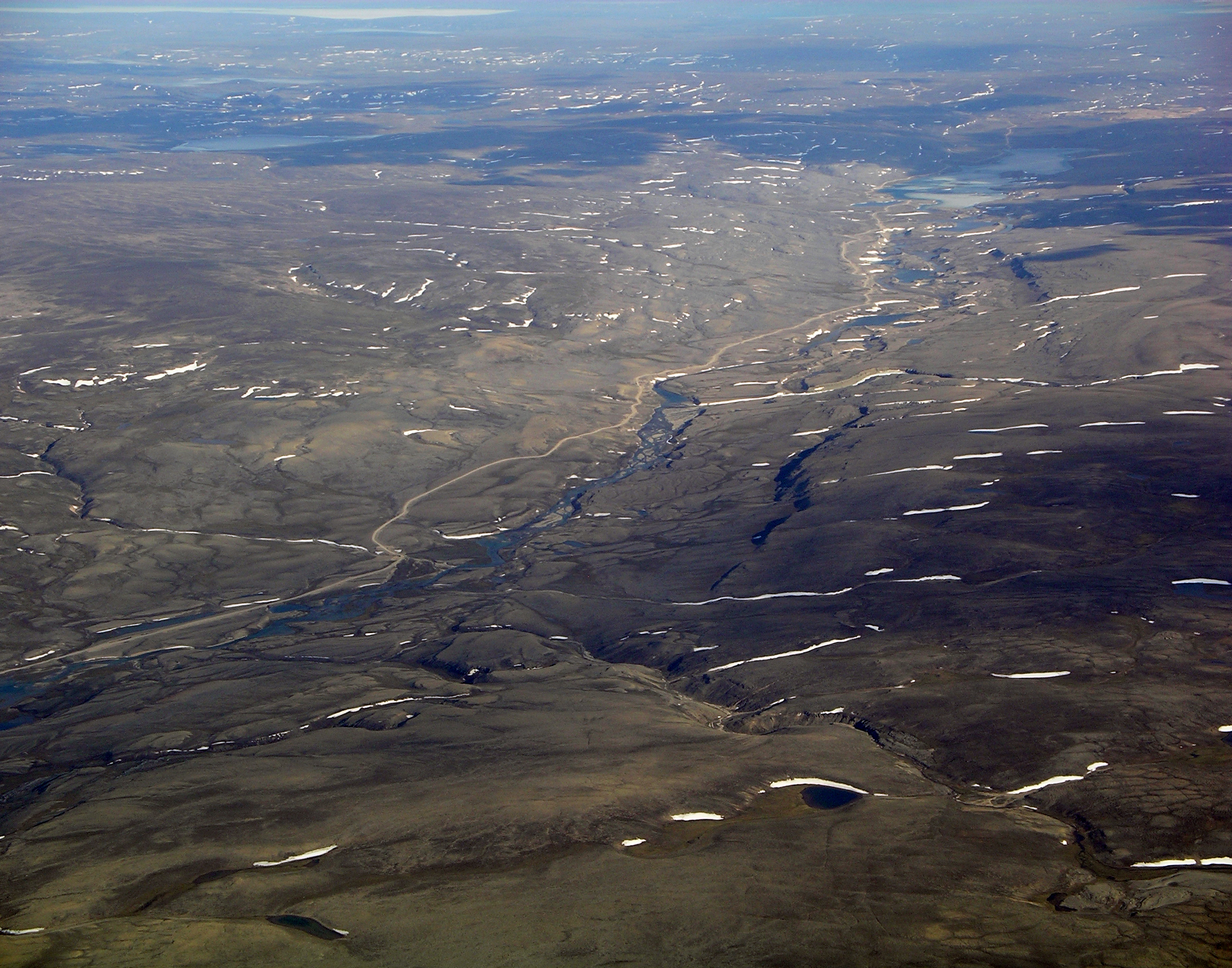
Tillfartsvägen över tundran

Baffinland Iron Mine är en järnmalmsgruva i Mary Riverområdet i regionen Qikiqtani på Baffinön i Nunavut i Kanada. 
Järnmalmsfyndigheten, med en hög järnhalt, bryts i ett dagbrott. I projektet ingår också initialt en utskeppningshamn norr drygt 100 kilometer om gruvan i Milne och transport av malmen landsvägen mellan gruva och hamn, samt flygplats. I planerna finns också en framtida järnväg till en exporthamn i Steensby söder om gruvan med längre fraktsäsong. 
Järnmalmsbrytning började i begränsad utsträckning i september 2014 och malmen fraktades norrut till hamnen Milne via Totevägen, för utskeppning under fraktsäsongen med isfritt vatten 2015. Gruvan har idag tillstånd att skeppa ut 4,2 miljon ton per år via MIlne under en säsong på ungefär fem månader. 
Gruvprojektet har på grund av det kraftigt sänkta järnmalmspriset under 2010-talet genomgått väsentliga förändringar. Gruvbolaget anser att en betydligt högre produktionsvolym behövs och har sökt koncession för export av upp till 12 miljoner ton malm per år med en med isbrytning förlängd säsong mellan juni och mars. Företaget anger att det fortfarande vill bygga en järnväg till Steensby, men att byggande av denna tidigast kan ske under åren 2020-2024.
Gruvan bryts av Baffinland Iron Mines Corporation, ett kanadensiskt gruvbolag som ägs till hälften av ArcelorMittal och till hälften av kanadensiska Iron Ore Holdings LP.

## Bilder av gruvlägret

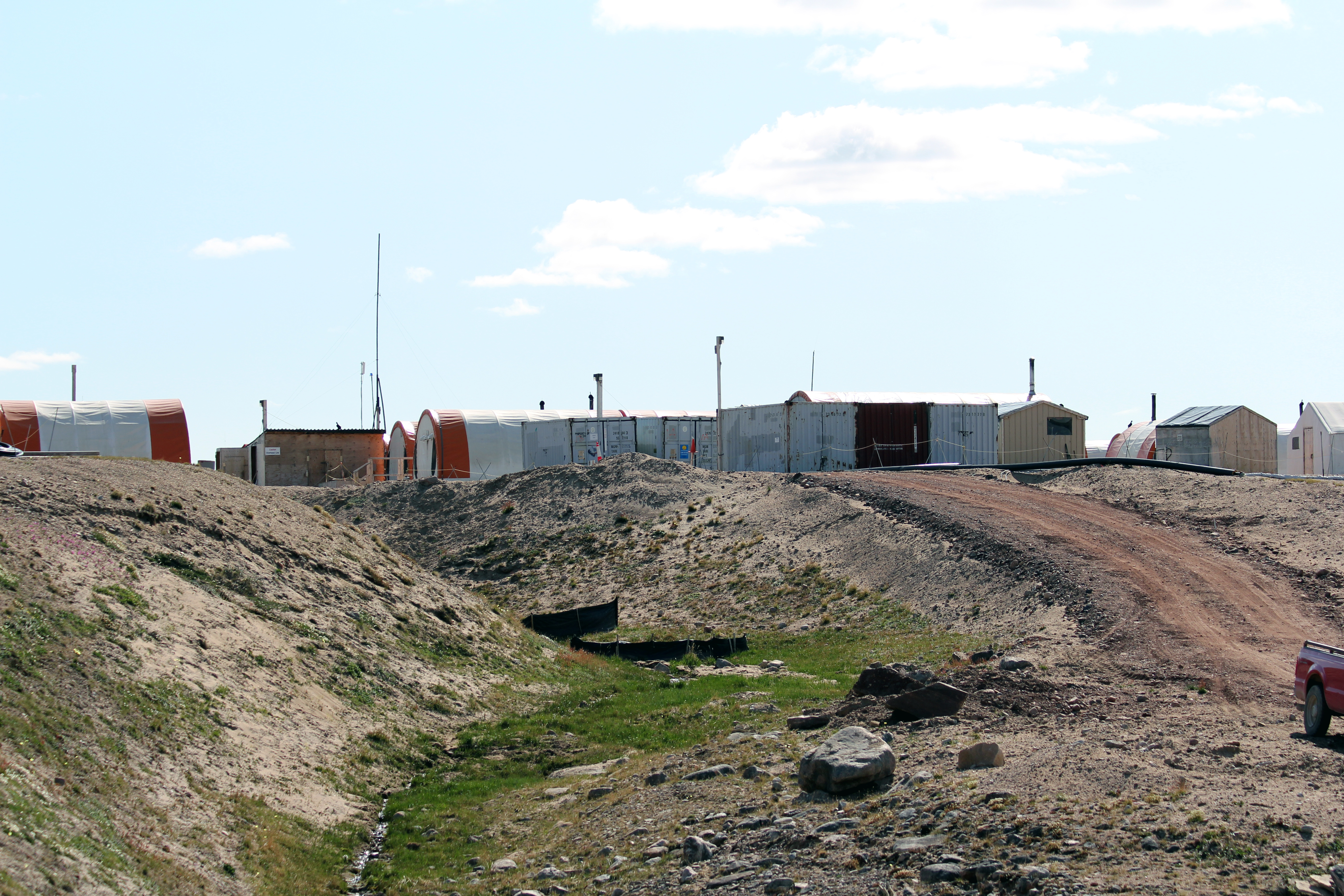
Gruvlägret
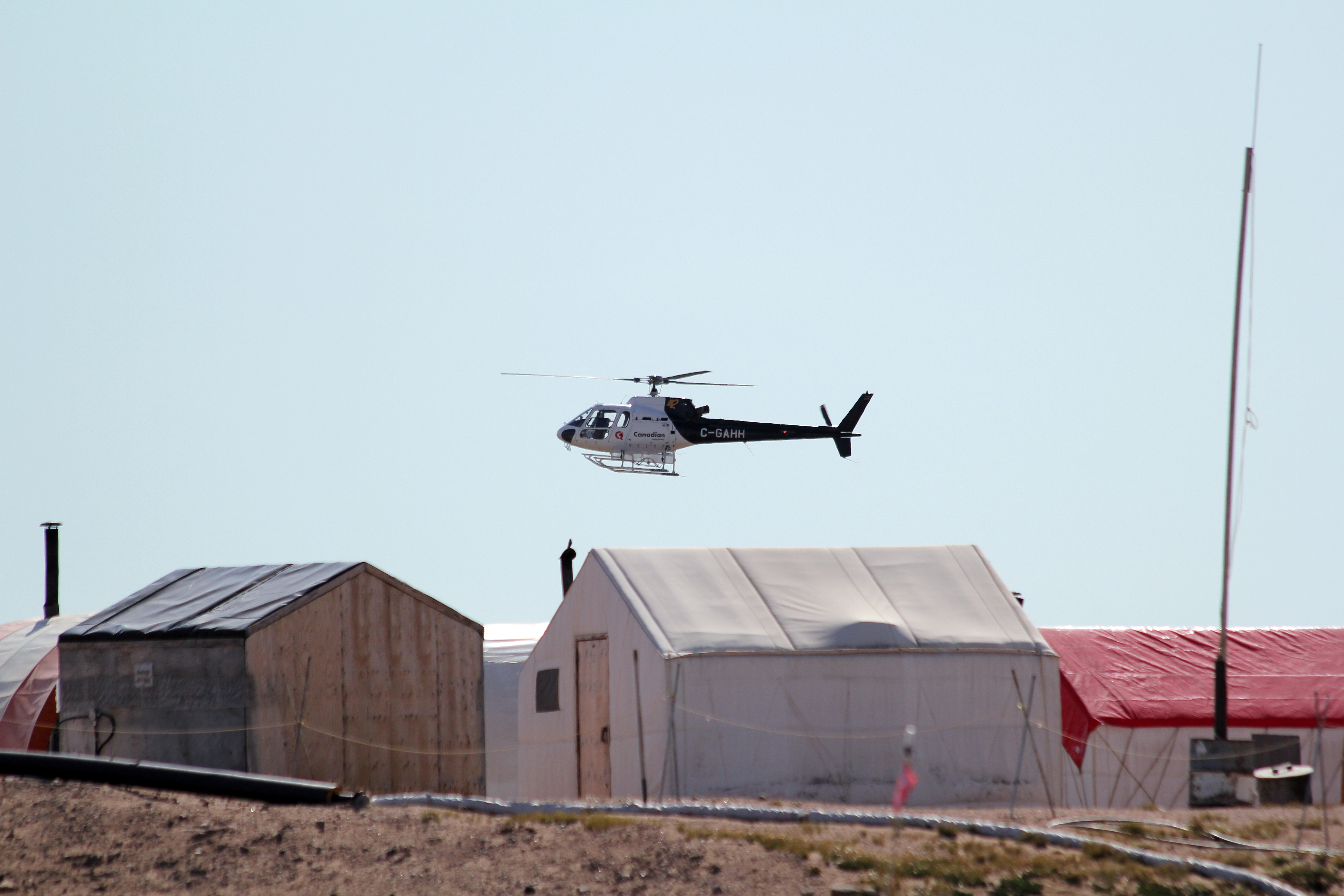
Gruvlägret
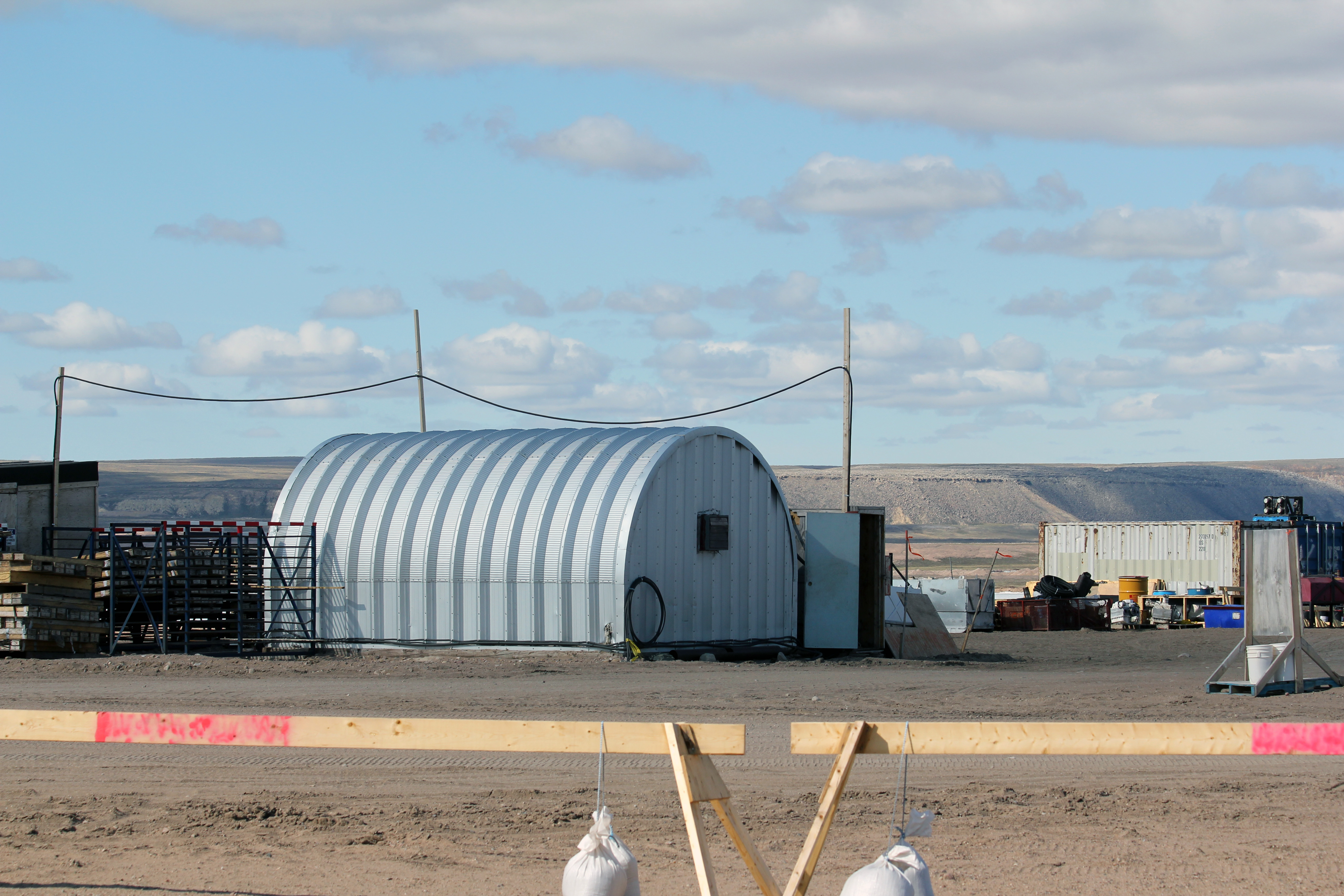
Gruvlägret